# Copa da Escócia de 2000–01
A Copa da Escócia de 2000-01 foi a 116º edição do torneio mais antigo do futebol da Escócia. O campeão foi o Celtic F.C., que conquistou seu 31º título na história da competição ao vencer a final contra o Hibernian F.C., pelo placar de 3 a 0.

## Premiação
| Copa da Escócia de 2000-01       |
| Escócia                          |
| -------------------------------- |
| Celtic F.C. Campeão (31º título) |